# ماجد صالح السامرائي
ماجد صالح السامرائي (1945 - ) هو كاتب وإعلامي عراقي، من مواليد مدينة سامراء، حاصل على بكالوريوس صحافة وإعلام من كلية الآداب بجامعة بغداد عام 1969، وعين في عدة مراكز إعلامية، كان آخرها في مجلة آفاق عربية حتى عام 1993، واصل دراسته في معهد التاريخ العربي للدراسات العليا، كتب أول مقال له في جريدة الشرق عام 1961، وحاصل على درع مهرجان جرش ودرع جامعة الموصل. هو رئيس القسم الثقافي في صحيفة الجمهورية بين عامي 1977 و1992، ورئيس تحرير مجلة الأقلام للأدب الحديث في العراق بين عامي 1994 و2003، وأسس مجلة الموقف الثقافي، وكان عضواً في اللجنة العليا لمهرجان المربد الشعري، وأحد المشرفين على حلقته الدراسية. وعضو جمعية البحوث والدراسات.

## مؤلفاته
| الاسم                                                                                                  | دار النشر                                   | تاريخ النشر | عدد الصفحات | ردمك ISBN            | المصدر        |
| --- | ------------------------------------------- | ----------- | ----------- | -------------------- | ------------- |
| لغة النار الأزلية                                                                                      | مطبعة الجمهورية                             | 1973        | 127         |                      | [ 4 ]         |
| رسائل السياب                                                                                           | دار الطليعة المؤسسة العربية للدراسات والنشر | 1975 1994   | 252         |                      | [ 5 ] [ 6 ]   |
| شاذل طاقة: دراسة ومختارات                                                                              | المؤسسة العربية للدراسات والنشر             | 1976        | 84          |                      | [ 7 ]         |
| شخصيات ومواقف                                                                                          | الدار العربية للكتاب                        | 1978        | 272         |                      | [ 8 ] [ 9 ]   |
| الزمن المستعاد                                                                                         |                                             | 1978        |             |                      |               |
| رؤيا العصر الغاضب - مقالات في الشعر                                                                    | دار الطليعة للطباعة والنشر                  | 1982        | 182         |                      | [ 10 ]        |
| حوار في دوافع الابداع مع جبرا إبراهيم جبرا                                                             | منشورات دار المعارف للطباعة والنشر          | 1985        | 302         | (ردمك 9973164008)    |               |
| صخرة البداية                                                                                           | دار الكرمل                                  | 1988        | 80          |                      | [ 11 ]        |
| طقوس حجرية: فضول من سيرة الأشياء والكلمات                                                              | منشورات اتحاد الكتاب العرب                  | 1994        | 172         |                      | [ 12 ]        |
| تجليات الحداثة، قراءة في الإبداع العربي المعاصر                                                        | الأهالي للطباعة والنشر والتوزيع             | 1995        | 268         |                      | [ 13 ]        |
| حوار الفن التشكيلي: محاضرات وندوات حول جوانب من الثقافة التشكيلية وعلاقاتها بالفنون العربية والإسلامية | دارة الفنون، مؤسسة عبد الحميد شومان         | 1995        | 240         |                      | [ 14 ] [ 15 ] |
| الثقافة والحرية: قراءة في فكر طه حسين                                                                  | الأهالي للطباعة والنشر والتوزيع             | 1996        | 150         |                      | [ 16 ] [ 17 ] |
| سؤال الحرية                                                                                            | الأهالي للطباعة والنشر والتوزيع             | 1999        | 159         |                      | [ 18 ] [ 19 ] |
| أكثر من رأي. مجلس الحكم بين الإحتلال والمقاومة العراقية                                                | شركة صباح للأعلام                           | 2004        |             |                      | [ 20 ]        |
| الماء والنار                                                                                           | الدار العربية للعلوم ناشرون                 | 2008        | 151         | (ردمك 9786140206410) | [ 21 ]        |
| التقنية الروائية والتأويل المعرفي: دراسات في القصة والرواية (أدب الروائي علي خيون)                     | دار الفرقد                                  | 2010        | 303         |                      | [ 22 ]        |
| بدر شاكر السياب؛ شاعر عصر التجديد الشعري (سير وأعلام)                                                  | مركز دراسات الوحدة العربية                  | 2011        | 32          | (ردمك 9789953824703) | [ 23 ]        |
| بحر من الوهم                                                                                           | الدار العربية للعلوم ناشرون                 | 2015        | 239         | (ردمك 9786140225169) | [ 24 ]        |
| من شعراء الإحياء: أحمد شوقي، معروف الرصافي، محمد الشاذلي خزنه دار                                      | المنظمة العربية للتربية والثقافة والعلوم    | 2015        |             |                      | [ 25 ]        |
| الإكتشاف والدهشة ؛ حوار في دوافع الإبداع مع جبرا إبراهيم جبرا                                          | منشورات ضفاف، منشورات الاختلاف              | 2015        | 264         | (ردمك 9786140215801) | [ 26 ]        |